# Achterhoek

Bandera-Achterhoek (no oficial)

Ubicació del Achterhoek

Doesburg

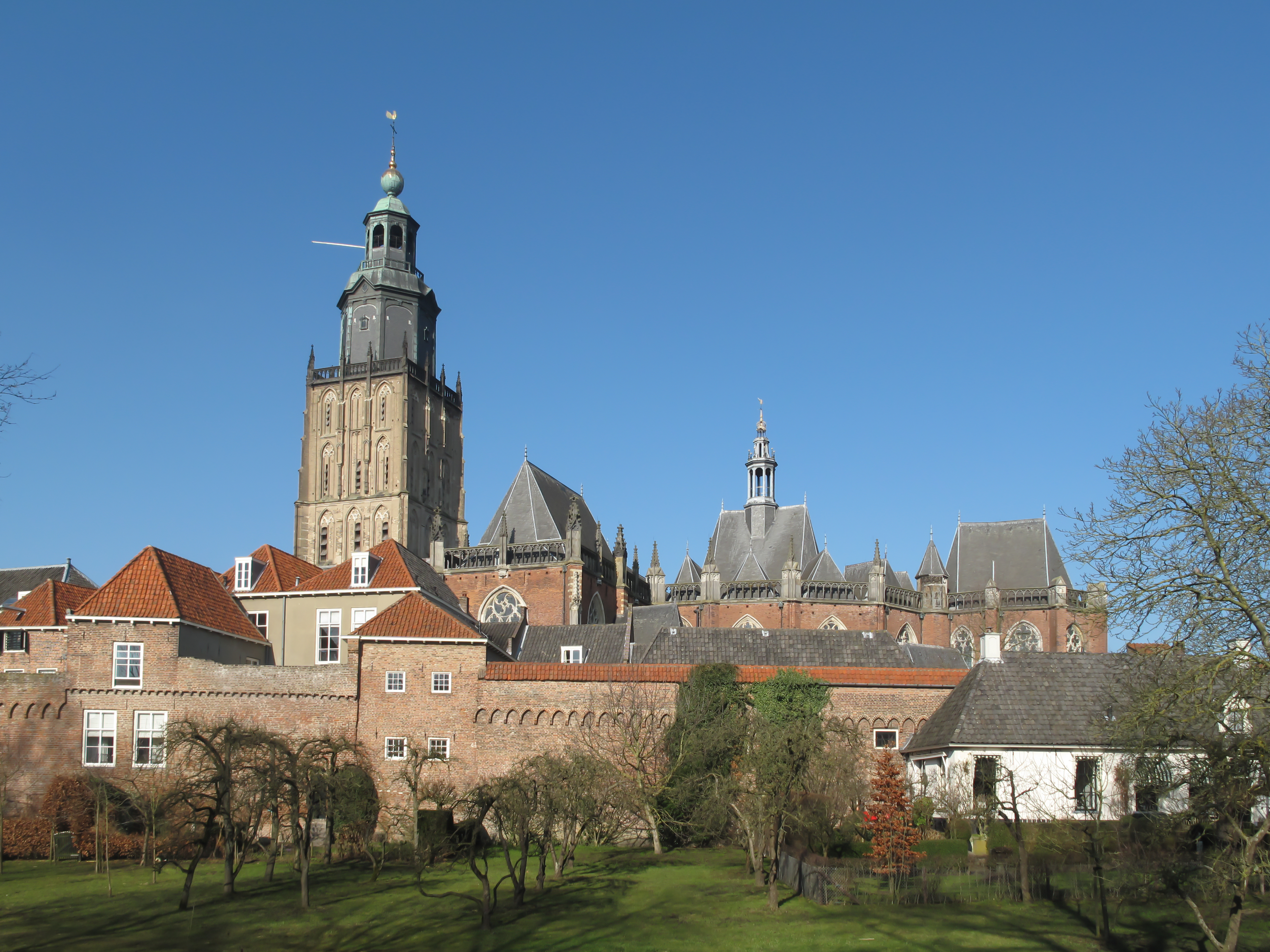
Zutphen

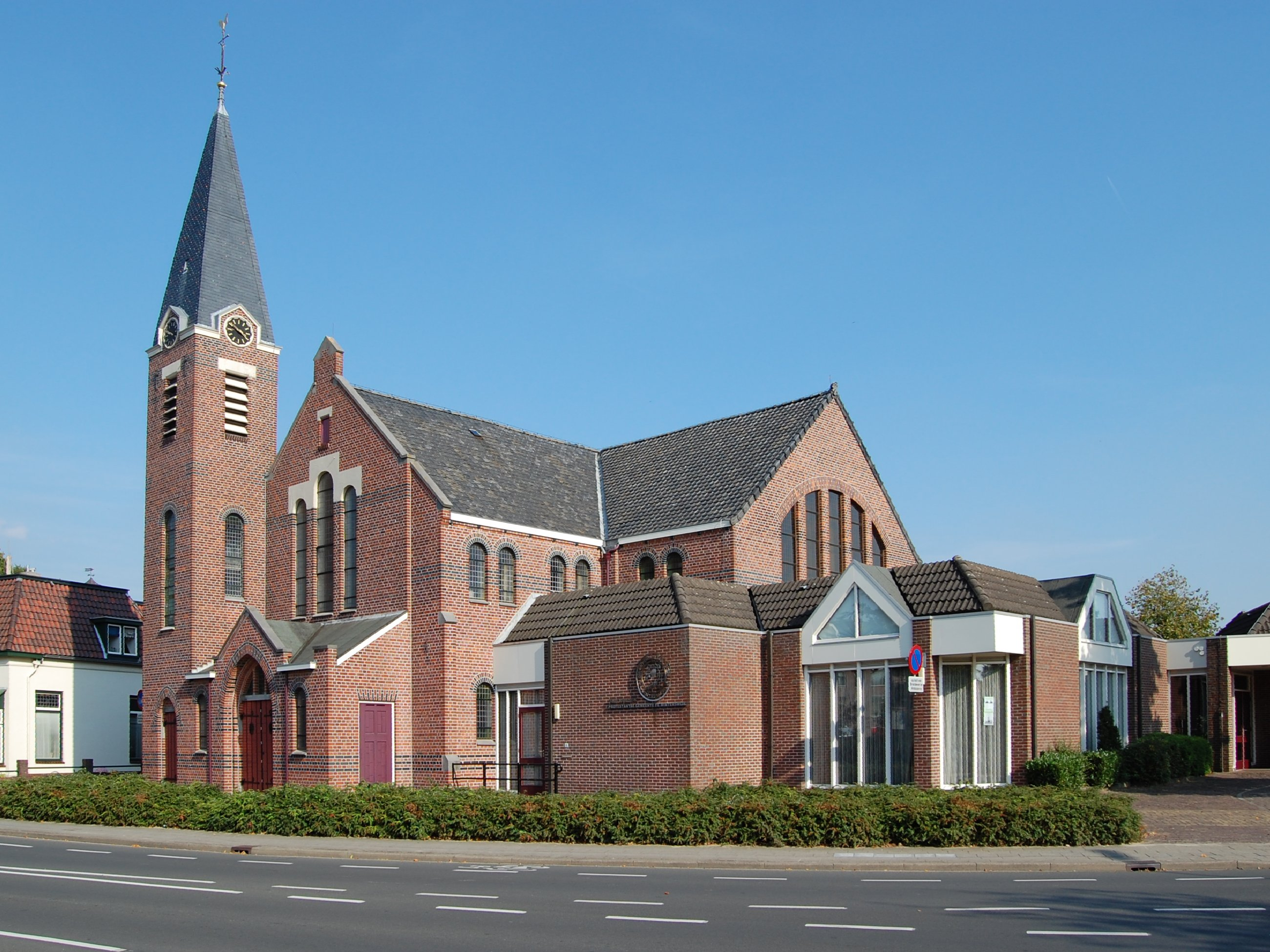
Winterswijk.

L'Achterhoek (Saxó Baix holandès: Achterhook) és una regió cultural a l'est dels Països Baixos.
El seu nom (que significa "de darrere la cantonada") és geogràficament apropiat perquè la zona s'estén en l'àrea més a l'est de Gelderland, i per això a l'est dels Països Baixos, cavalcant cap a Alemanya. L'Achterhoek s'estén entre els rius IJssel i Oude IJssel, i les fronteres amb la província d'Overijssel i Alemanya la regió del Comtat de Zutphen. La regió és predominantment rural, amb molt espai obert, boscos, terres de cultiu i granges. L'àrea al voltant de la ciutat de Winterswijk és considerada com a molt atractiva. Una cervesa ben coneguda té l'origen en aquesta regió: la cervesa Grolsch es va començar a elaborar a Groenlo l'any 1615.

## Llengua
La llengua original de l'Achterhoek és l'Achterhooks, una varietat del Saxó Baix. La llengua també pot diferir segons la ciutat/de municipi, fins i tot de tal manera que una persona que parla la variant 'Grols' (i.e. el dialecte de Groenlo) pronunciarà paraules de forma diferent d'una persona de Winterswijk que està tot just 10 km a l'est, tot i que probablement s'entendran mútuament. El número d'habitants que tenen l'Achterhooks com a única llengua ha minvat molt en els darrers 60 anys, els habitants són educats en la llengua holandesa a l'escola i el dialecte es parla només a casa (a vegades). En part a causa de la immigració exterior de la regió Achterhoek i els efectes del govern nacional, la llengua neerlandesa està tenint un impacte significatiu en el dialecte. Moltes paraules velles han estat oblidades i reemplaçades pel seu neerlandès equivalent.

## Municipis d'Achterhoek
Les ciutats més grans en l'Achterhoek són: Doetinchem, Winterswijk, i Zutphen. Doesburg i Zutphen són velles ciutats hanseàtiques. Ambdues tenen centres amb edificis històrics ben conservats.
- Aalten
- Berkelland
- Bronckhorst
- Doesburg
- Doetinchem
- Lochem
- Montferland
- Oost Gelre
- Oude IJsselstreek
- Winterswijk
- Zutphen